# Ypenburg (wijk in Den Haag)
Ypenburg is een wijk in Den Haag, ontwikkeld op de locatie waar zich sinds 1936 het Vliegveld Ypenburg bevond. Nadat het vliegveld op 20 september 1992 was gesloten, werd vanaf 1997 op deze locatie een nieuwe Vinex-wijk ontwikkeld voor circa 30.000 bewoners. In 2002 kwam Ypenburg door een door de provincie voorgeschreven gemeentelijke herindeling bij Den Haag, ten koste van delen van de gemeenten Rijswijk, Leidschendam, Pijnacker en Nootdorp. Samen met de aangrenzende wijken Hoornwijk, Forepark en Leidschenveen vormt Ypenburg vanaf 2002 Leidschenveen-Ypenburg, het achtste stadsdeel van Den Haag.

## Tweede Wereldoorlog
Op 10 mei 1940 waren Vliegveld Ypenburg en omgeving het toneel van hevige gevechten. Duitse luchtlandingstroepen veroverden het militaire vliegveld als onderdeel van het plan om de residentie bij verrassing te overmeesteren. De snelle herovering van het vliegveld was een van de weinige Nederlandse successen tijdens de meidagen van 1940. (zie: De slag om de residentie)

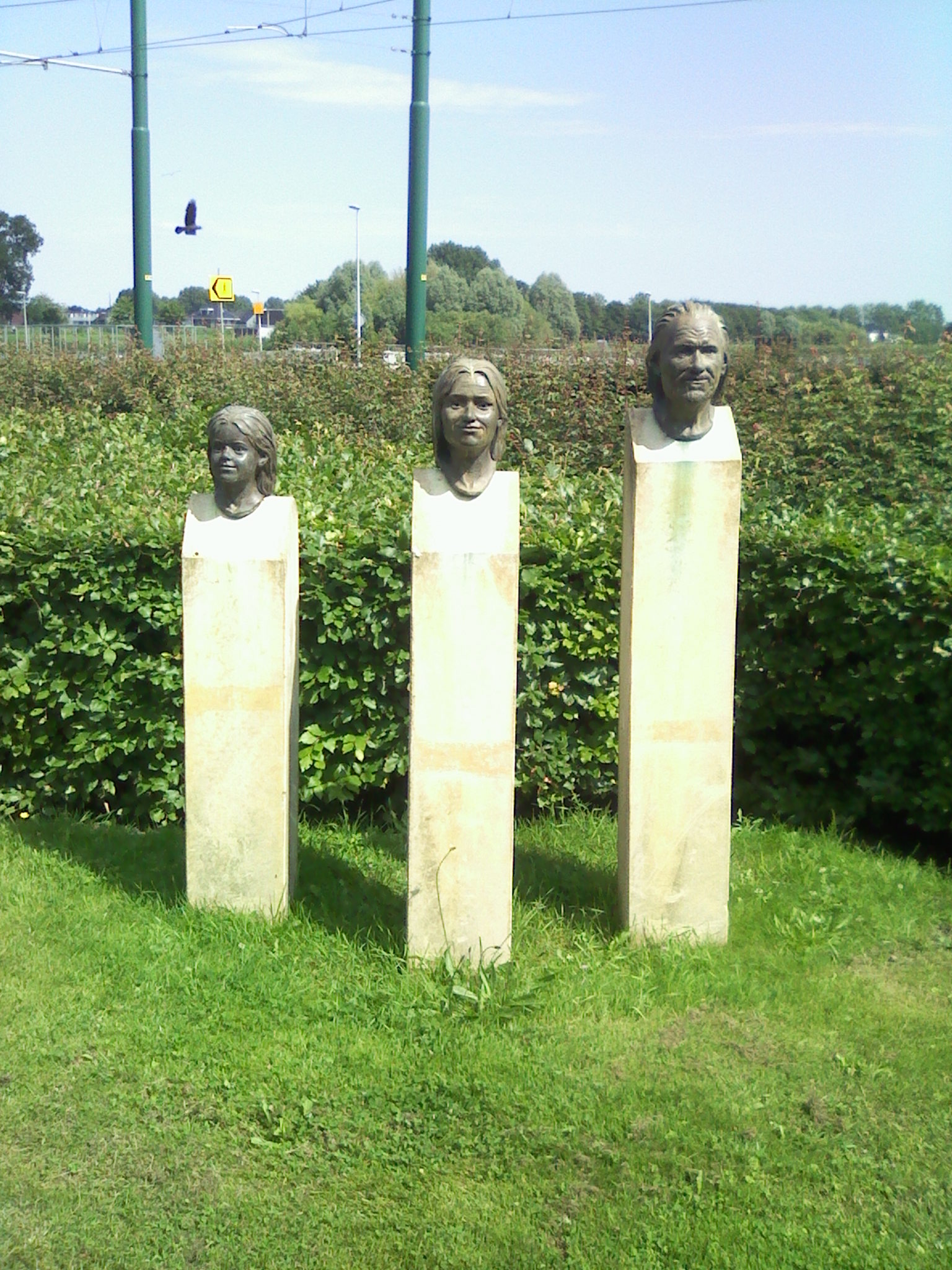
Drie bronzen reconstructies van hoofden van prehistorische Ypenburgers, als herinnering aan de vondst van het in 1998 gevonden grafveld. In het midden Ypje van Rijswijk, haar hoofd werd gereconstrueerd door Maja d'Hollosy.

## Archeologische vondsten
Voor de gemeentelijke herindeling en tijdens de ontwikkeling van de wijk Ypenburg is het gehele terrein door de gemeentearcheoloog van Rijswijk op archeologische sporen onderzocht. Hierbij werden in 1998 belangrijke vondsten en ontdekkingen gedaan, zoals de vondst van een grafveld met begraving van 42 individuen, en dat er een duinenrij meer landinwaarts gelegen lag, die voorheen nog onbekend was.

## Buurten

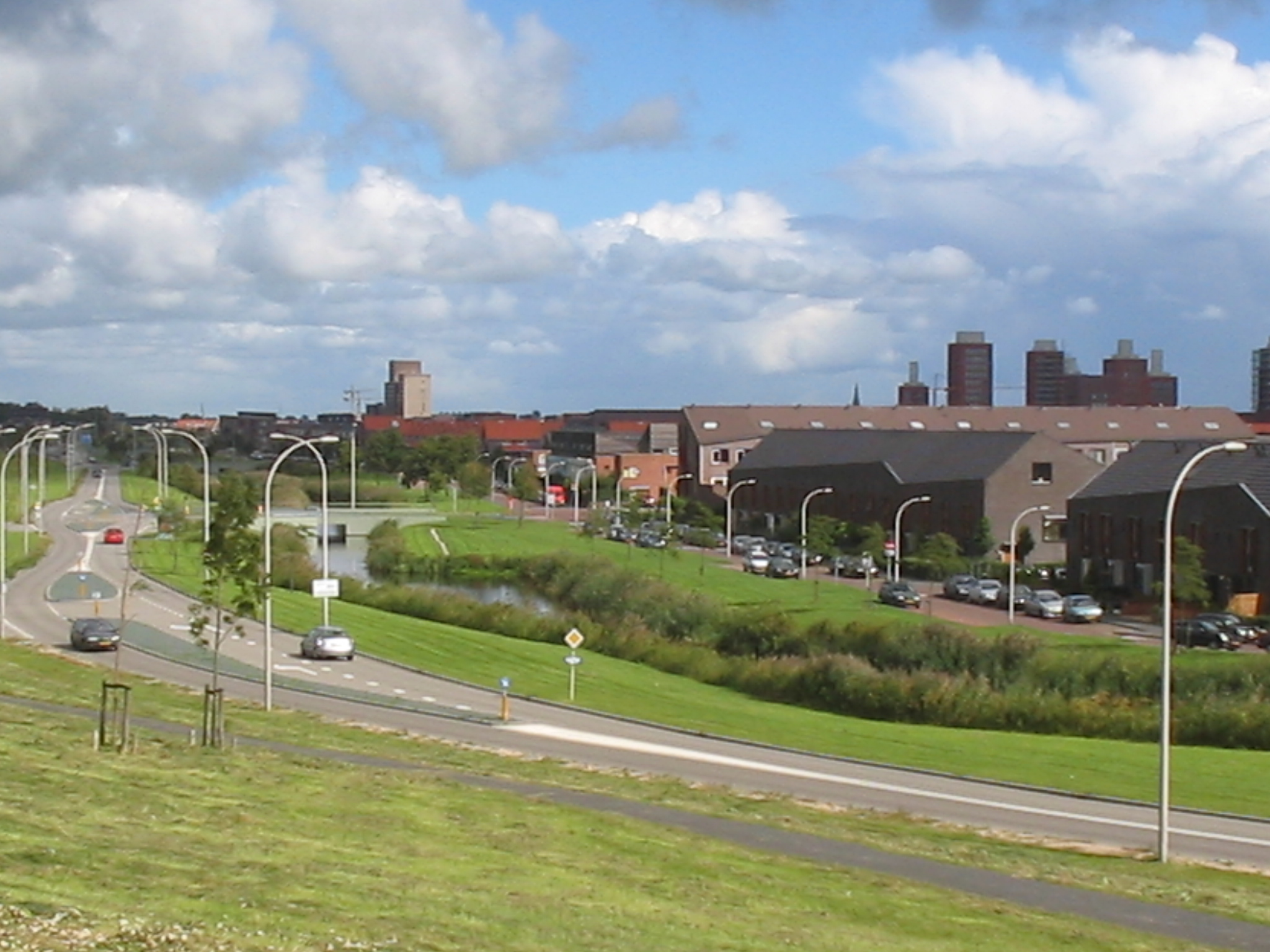
Uitzicht op Ypenburg, oktober 2005

De wijk Ypenburg bestaat uit zes buurten: De Bras, Singels, Waterbuurt, Bosweide, De Venen en Morgenweide. De buurtnamen zijn deels afgeleid van de voormalige projectbenamingen zoals die door de projectontwikkelaar zijn bedacht. Veel nieuwe bewoners verwarren hun buurtnaam met de wijknaam. Sinds de herverdeling van de gemeente Den Haag in 2002 is de juiste indeling als volgt: Stad = Den Haag, Stadsdeel = Leidschenveen-Ypenburg, Wijk = Ypenburg. Hierna volgen de buurten en de straten. Projectnamen als Boswijk en Waterwijk passen niet meer in de onderverdeling, daarom heeft de gemeente Den Haag besloten om de buurten om te dopen tot respectievelijk Bosweide en Waterbuurt.

## Verkeer en vervoer
De wijk Ypenburg ligt tussen de snelwegen A13, waarmee de wijk is ontsloten via afrit 8 "Delft-Noord", de A4, waarmee de wijk is ontsloten via afrit 10 "Rijswijk-Centrum" en de A12, waarmee de wijk is ontsloten via afrit 5 "Nootdorp". De A13 en A4 zijn aan de westzijde verbonden via knooppunt Ypenburg. De A4 en A12 zijn aan de noordzijde verbonden via knooppunt Prins Clausplein.
De wijk wordt sinds 2002 ontsloten door tramlijn 15 (5e) tussen Den Haag Centraal en Nootdorp en sinds 2010 19 (1e) tussen Leidschendam en Delft.
 Buslijn 30, verzorgd door vervoersmaatschappij EBS, heeft via deze wijk een verbinding tussen Naaldwijk, via station Rijswijk, en Zoetermeer.
Sinds 2005 heeft de wijk een eigen treinstation: Den Haag Ypenburg, gelegen aan de spoorlijn Gouda - Den Haag. Op dit station stopt in beide richtingen ieder half uur een sprinter. Van maandag tot en met donderdag vertrekt er in beide richtingen elk kwartier een trein.

## Kunst aan Huis
Het project 'Kunst aan Huis in Ypenburg' bestaat uit een serie kleine kunstwerken: figuratieve multiples van meerdere kunstenaars, die gratis konden worden aangeschaft door de bewoners van Ypenburg. De werken werden letterlijk aan het huis bevestigd. Het project is uitgevoerd in samenwerking met Kunsthuis 7X11. Bewoners konden kiezen uit werken van: Douwe Halbertsma, Jeroen Allart, Bert van Ommen, Theo Schepens, Ingrid Mol, Tom Claassen, Arja van den Berg, HiMom (Jeroen Bruls & Krijn Christiaanse).